# J1 League 2017
Die J1 League 2017 war die 25. Spielzeit der höchsten Division der japanischen J. League und die dritte unter dem Namen J1 League. An ihr nahmen achtzehn Vereine teil. Die Saison begann am 25. Februar 2017 und endete am 2. Dezember 2017.
Erstmals in seiner Vereinsgeschichte gewann Kawasaki Frontale den japanischen Meistertitel. Hierbei schaffte die Mannschaft aus der Präfektur Kanagawa das Kunststück, lediglich am letzten Spieltag auf Platz 1 der Tabelle zu stehen. Titelverteidiger Kashima Antlers blieb damit nur der zweite Platz, Cerezo Osaka erreichte die für die Champions-League-Qualifikation berechtigende dritte Position. Absteiger in die J2 League 2018 waren Ventforet Kofu, Albirex Niigata und Ōmiya Ardija.

## Modus
Die Mannschaften spielten ein Doppelrundenturnier, wobei jeweils ein Spiel gegen jede andere Mannschaft auf eigenem Platz stattfand. Das in den vergangenen beiden Spielzeiten durchgeführte Meisterschaftsturnier wurde ersatzlos gestrichen. Die Tabelle wird nach den folgenden Kriterien erstellt:
1. Anzahl der erzielten Punkte
2. Tordifferenz
3. Erzielte Tore
4. Ergebnisse der Spiele untereinander
5. Entscheidungsspiel oder Münzwurf

Der Verein mit dem besten Ergebnis am Ende der Saison errang den japanischen Meistertitel. Die beiden besten Teams qualifizierten sich für die Gruppenphase der AFC Champions League 2018, der Drittplatzierte begann in der Play-off-Runde der Champions League. Sollte eine dieser Mannschaften zusätzlich den Kaiserpokal 2017 gewinnen, rückt der Viertplatzierte nach. Die drei schlechtesten Mannschaften stiegen in die J2 League 2018 ab.

## Teilnehmer
Insgesamt nahmen achtzehn Mannschaften an der Spielzeit teil. Hierbei verließen Nagoya Grampus, Shonan Bellmare und Avispa Fukuoka als schlechteste Teams der Vorsaison die Liga in Richtung J2 League 2017. Nach Shimizu S-Pulse in der Saison 2015 stieg mit Nagoya erneut ein Gründungsmitglied der J. League ab, der Verein spielte als Toyota Motors SC zuletzt in der Japan Soccer League 1989/90 auf dem zweiten Niveau der japanischen Ligapyramide. Im Vergleich dazu beendete Avispa Fukuoka nach nur einem Jahr seine insgesamt vierte Zugehörigkeit zur J1 League, Shonan Bellmare kehrte nach zwei Spielzeiten ebenfalls zum vierten Mal in die J2 League zurück.
Die drei Absteiger wurden durch den Meister der J2 League 2016, Hokkaido Consadole Sapporo, den Vizemeister Shimizu S-Pulse sowie den Gewinner der Aufstiegsplayoffs Cerezo Osaka ersetzt. Sapporo kehrte nach fünf Jahren zum insgesamt vierten Mal in die J1 League zurück, Shimizu dagegen schaffte nach dem Abstieg 2015 die direkte Rückkehr ins Oberhaus. Cerezo Osaka, dass sich in den Playoffs gegen Kyōto Sanga und Fagiano Okayama durchsetzen konnte, spielte zuletzt in der Saison 2014 in der höchsten japanischen Spielklasse.
| Verein                     | Beheimatet in, Präfektur                          | Stadion                                |
| -------------------------- | ------------------------------------------------- | -------------------------------------- |
| Albirex Niigata            | Niigata & Seirō, Niigata                          | Denka Big Swan Stadium                 |
| Cerezo Osaka               | Osaka, Osaka                                      | Kinchō Stadium / Yanmar Stadium Nagai1 |
| Gamba Osaka                | Suita, Osaka                                      | Suita City Football Stadium            |
| Hokkaido Consadole Sapporo | Sapporo, Hokkaidō                                 | Sapporo Dome                           |
| Júbilo Iwata               | Iwata, Shizuoka                                   | Yamaha Stadium                         |
| Kashima Antlers            | Mehrere Städte im Südwesten der Präfektur Ibaraki | Kashima Soccer Stadium                 |
| Kashiwa Reysol             | Kashiwa, Chiba                                    | Hitachi Kashiwa Soccer Stadium         |
| Kawasaki Frontale          | Kawasaki, Kanagawa                                | Todoroki Athletics Stadium             |
| Ōmiya Ardija               | Saitama, Saitama                                  | NACK5 Stadium Ōmiya                    |
| Sagan Tosu                 | Tosu, Saga                                        | Best Amenity Stadium                   |
| Sanfrecce Hiroshima        | Hiroshima, Hiroshima                              | Edion Stadium Hiroshima                |
| Shimizu S-Pulse            | Shizuoka, Shizuoka                                | IAI Stadium Nihondaira                 |
| FC Tokyo                   | Tokio                                             | Ajinomoto Stadium                      |
| Urawa Red Diamonds         | Saitama, Saitama                                  | Saitama Stadium                        |
| Vegalta Sendai             | Sendai, Miyagi                                    | Yurtec Stadium Sendai                  |
| Ventforet Kofu             | Städteverbund in Yamanashi                        | Yamanashi Chūō Bank Stadium            |
| Vissel Kōbe                | Kōbe, Hyōgo                                       | Noevir Stadium Kobe                    |
| Yokohama F. Marinos        | Yokohama & Yokosuka, Kanagawa                     | Nissan Stadium                         |

Bemerkungen
1. Cerezo Osaka nutzte während der Saison zwei der insgesamt drei Stadien im Nagai Park. Hierbei wurden zehn Spiele im Kinchō Stadium und sieben Spiele im Yanmar Stadium Nagai ausgetragen.[4] Die Spiele im größeren Yanmar Stadium Nagai sind in der Kreuztabelle entsprechend vermerkt.

## Trainer
| Verein                     | Cheftrainer                                        |
| -------------------------- | -------------------------------------------------- |
| Hokkaido Consadole Sapporo | Shūhei Yomoda                                      |
| Vegalta Sendai             | Susumu Watanabe                                    |
| Kashima Antlers            | Masatada Ishii → Gō Ōiwa                           |
| Urawa Reds                 | Michael Petrović → Takafumi Hori                   |
| Omiya Ardija               | Hiroki Shibuya → Akira Itō → Masatada Ishii        |
| Kashiwa Reysol             | Takahiro Shimotaira                                |
| FC Tokyo                   | Yoshiyuki Shinoda → Takayoshi Amma                 |
| Kawasaki Frontale          | Tōru Oniki                                         |
| Yokohama F. Marinos        | Erick Mombaerts                                    |
| Ventforet Kofu             | Tatsuma Yoshida                                    |
| Albirex Niigata            | Fumitake Miura → Kōichirō Katafuchi → Wagner Lopes |
| Shimizu S-Pulse            | Shinji Kobayashi                                   |
| Júbilo Iwata               | Hiroshi Nanami                                     |
| Gamba Osaka                | Kenta Hasegawa                                     |
| Cerezo Osaka               | Yoon Jong-hwan                                     |
| Vissel Kobe                | Nelsinho Baptista → Takayuki Yoshida               |
| Sanfrecce Hiroshima        | Hajime Moriyasu → Akinobu Yokouchi → Jan Jönsson   |
| Sagan Tosu                 | Massimo Ficcadenti                                 |

## Spieler
| Verein                     | Spieler |
| -------------------------- | --- |
| Hokkaido Consadole Sapporo | Junki Kanayama (2/0), Tomonobu Yokoyama (26/2), Yūdai Tanaka (6/0), Ryūji Kawai (20/0), Takahiro Masukawa (1/0), Shingō Hyōdō (32/2), Julinho (10/2), Kazuki Fukai (5/0), Ken Tokura (30/9), Hiroki Miyazawa (30/2), Reis (12/6), Yoshihiro Uchimura (15/0), Shin’ya Uehara (4/0), Naoya Kikuchi (16/0), Hiroyuki Mae (4/0), Jun’ichi Inamoto (6/0), Chanathip (16/0), Kengo Ishii (4/0), Kim Min-tae (16/0), Hidetaka Kanazono (15/0), Macedo (15/0), Akito Fukumori (33/3), Gu Sung-yun (33/0), Ryōta Hayasaka (24/1), Takuma Arano (27/0), Naoki Ishikawa (12/0), Ryōsuke Shindō (8/0), Daiki Suga (23/1), Shinji Ono (16/0), Jay (14/10)                                                                         |
| Vegalta Sendai             | Daniel Schmidt (20/0), Katsuya Nagato (17/0), Kōji Hachisuka (29/0), Naoki Ishikawa (10/0), Hiroaki Okuno (31/4), Takuya Nozawa (3/1), Ryang Yong-gi (24/2), Naoki Ishihara (31/10), Yasuhiro Hiraoka (33/0), Jun Kanakubo (2/0), Gakuto Notsuda (12/3), Shingo Tomita (25/0), Hirotaka Mita (33/5), Crislan (29/8), Kentarō Seki (14/0), Yoshihiro Nakano (18/2), Naoki Sugai (14/1), Keita Fujimura (3/0), Kazuki Ōiwa (34/3), Takumi Sasaki (5/0), Shōta Kobayashi (16/0), Takuma Nishimura (28/2), Shunsuke Motegi (8/0), Masaya Kojima (1/0), Keiya Shiihashi (9/1), Ryō Germain (1/0), Tatsuya Masushima (22/1)                                                                                                |
| Kashima Antlers            | Kwoun Sun-tae (12/0), Gen Shōji (34/1), Leo Silva (27/1), Naomichi Ueda (29/3), Ryōta Nagaki (20/1), Pedro Junior (21/7), Shōma Doi (33/3), Yūma Suzuki (26/6), Leandro (23/11), Atsutaka Nakamura (20/1), Takeshi Kanamori (5/0), Yūto Misao (2/0), Shūto Yamamoto (32/2), Bueno (2/0), Kento Misao (26/1), Hitoshi Sogahata (23/0), Daigo Nishi (30/1), Yukitoshi Itō (24/0), Yasushi Endō (22/2), Kōki Machida (2/0), Hiroki Abe (13/1), Mū Kanazaki (30/12), Mitsuo Ogasawara (17/0) |
| Urawa Reds                 | Shūsaku Nishikawa (34/0), Mauricio (9/1), Tomoya Ugajin (22/0), Daisuke Nasu (9/0), Tomoaki Makino (32/2), Wataru Endō (30/3), Tsukasa Umesaki (10/0), Rafael Silva (25/12), Yūki Mutō (31/6), Yōsuke Kashiwagi (27/5), Toshiyuki Takagi (12/0), Tadaaki Hirakawa (3/0), Kazuki Nagasawa (8/1), Takuya Aoki (21/0), Yoshiaki Komai (24/0), Ado Onaiwu (1/0), Tadanari Lee (21/3), Zlatan (21/2), Yūki Abe (33/3), Takahiro Sekine (22/3), Shinzō Kōroki (33/20), Daisuke Kikuchi (8/0), Shin’ya Yajima (11/1), Ryōta Moriwaki (26/0) |
| Omiya Ardija               | Nobuhiro Katō (21/0), Kōsuke Kikuchi (22/2), Hiroyuki Kōmoto (27/1), Kōhei Yamakoshi (23/1), Keigo Numata (1/0), Akinari Kawazura (1/0), Ataru Esaka (34/7), Dragan Mrdja (7/0), Nejc Pecnik (6/0), Genki Ōmae (25/2), Daisuke Watabe (14/1), Shintarō Shimizu (15/1), Keisuke Ōyama (25/0), Mateus (25/3), Shigeru Yokotani (23/1), Ryō Okui (21/0), Tsubasa Ōya (6/0), Hitoshi Shiota (9/0), Takuya Wada (25/0), Shin Kanazawa (10/0), Kazuma Takayama (11/0), Atsushi Kurokawa (3/0), Ariajasuru Hasegawa (16/0), Marcelo Toscano (15/1), Caue (14/1), Akimi Barada (30/1), Yūsuke Segawa (16/2), Yūzō Iwakami (26/0), Ken’ya Matsui (5/0)                                                                        |
| Kashiwa Reysol             | Jirō Kamata (15/0), Yun Suk-young (10/0), Shinnosuke Nakatani (30/0), Yūta Nakayama (30/1), Yūsuke Kobayashi (14/1), Hidekazu Ōtani (32/5), Kōsuke Taketomi (26/9), Cristiano (33/12), Yūki Ōtsu (16/1), Diego Oliveira (27/5), Ryūta Koike (32/0), Jun’ya Itō (34/6), Kim Bo-kyung (13/0), Kōhei Tezuka (16/2), Dudu (2/0), Hiroto Nakagawa (22/3), Ramon Lopes (18/3), Naoki Wako (27/0), Kōsuke Nakamura (34/0), Taiyō Koga (9/0), Tomoki Imai (1/0), Ryōichi Kurisawa (7/0), Hajime Hosogai (14/0) |
| FC Tokyo                   | Takuo Ōkubo (7/0), Sei Muroya (26/0), Masato Morishige (17/1), Kazunori Yoshimoto (11/0), Yūichi Maruyama (31/2), Kōsuke Ōta (32/1), Takuji Yonemoto (11/0), Yōjirō Takahagi (30/1), Peter Utaka (25/8), Yōhei Kajiyama (11/0), Yoshito Ōkubo (28/8), Jang Hyun-soo (11/2), Kensuke Nagai (30/1), Hiroki Kawano (8/0), Naohiro Ishikawa (1/0), Ryōichi Maeda (26/1), Yu In-soo (6/0), Yūhei Tokunaga (24/0), Shōya Nakajima (21/2), Ryōya Ogawa (5/0), Takahiro Yanagi (4/0), Sōtan Tanabe (8/1), Akihiro Hayashi (27/0), Masayuki Yamada (3/1), Kento Hashimoto (26/5), Keigo Higashi (30/1), Rei Hirakawa (1/0), Takefusa Kubo (2/0), Takuma Abe (10/0), Lipe Veloso (1/0)                                         |
| Kawasaki Frontale          | Jung Sung-ryong (33/0), Kyōhei Noborizato (23/1), Tatsuki Nara (27/1), Shōgo Taniguchi (34/7), Yūsuke Tasaka (18/0), Shintarō Kurumaya (34/0), Hiroyuki Abe (28/10), Takayuki Morimoto (11/3), Ryōta Ōshima (25/1), Yū Kobayashi (34/23), Kōji Miyoshi (13/1), Kengo Nakamura (32/6), Tatsuya Hasegawa (24/5), Yūto Takeoka (3/0), Elsinho (21/5), Kentarō Moriya (18/2), Kei Chinen (4/1), Eduardo Neto (31/1), Rhayner (14/1), Eduardo (14/0), Kenta Kanō (2/0), Shōhei Ōtsuka (3/0), Kō Itakura (5/0), Shōta Arai (3/0), Akihiro Ienaga (21/2) |
| Yokohama F. Marinos        | Park Jeong-su (8/0), Yūzō Kurihara (8/0), Takuya Kida (23/0), Takahiro Ōgihara (26/1), Hugo Vieira (28/10), Kōsuke Nakamachi (22/2), Manabu Saitō (25/1), Takashi Kanai (21/2), Jun Amano (33/5), Ikki Arai (3/0), Shō Itō (15/2), Cayman Togashi (16/2), Keita Endō (14/2), Martinus (29/5), Hiroki Iikura (34/0), Yūji Nakazawa (34/1), Takumi Shimohira (5/0), Ryōsuke Yamanaka (22/1), Naoki Maeda (19/4), Ken Matsubara (26/1), David Babunski (20/3), Milos Degenek (25/0), Ippei Shinozuka (6/1) |
| Ventforet Kofu             | Kōhei Kawata (11/0), Toshio Shimakawa (13/0), Hiroto Hatao (14/1), Hideomi Yamamoto (14/0), Ryō Shinzato (33/0), Eder Lima (31/1), Ryōhei Arai (30/0), Wilson (21/2), Dudu (29/5), Yūki Horigome (21/2), Akito Kawamoto (15/1), Yūsuke Tanaka (32/0), Akihiro Hyōdō (23/1), Masaru Matsuhashi (29/1), Ryōhei Michibuchi (4/0), Masato Kurogi (6/0), Oliver Bozanic (10/0), Yūta Koide (10/0), Hiroki Oka (23/0), Yutaka Soneda (3/0), Shun Kumagai (1/0), Shōhei Abe (24/1), Yūki Hashizume (23/0), Junior Barros (1/0), Kazunari Hosaka (1/0), Ryō Takano (8/1), Lins (12/6), Shōhei Ogura (31/1) |
| Albirex Niigata            | Kōki Ōtani (23/0), Kazunari Ōno (14/0), Song Ju-hun (27/0), Ryōta Isomura (16/0), Rony (32/7), Kei Koizumi (33/2), Ryōhei Yamazaki (31/2), Thiago Galhardo (23/3), Douglas Tanque (10/2), Masaru Katō (33/1), Tatsuya Tanaka (11/2), Isao Homma (5/0), Shū Hiramatsu (2/0), Yūta Itō (7/0), Shō Naruoka (12/0), Kishō Yano (23/1), Gō Hayama (5/0), Tatsuya Morita (10/0), Gorō Kawanami (1/0), Noriyoshi Sakai (11/1), Naoki Kawaguchi (7/0), Gōson Sakai (2/0), Yūto Horigome (24/0), Shunsuke Mori (4/0), Romero Frank (11/0), Atsushi Kawata (11/3), Ryōma Nishimura (2/0), Teruki Hara (18/1), Takamitsu Tomiyama (5/0), Yoshizumi Ogawa (10/1), Shun Ōbu (9/0), Musashi Suzuki (17/1), Seitarō Tomisawa (24/0) |
| Shimizu S-Pulse            | Kōhei Shimizu (9/0), Tomoya Inukai (16/0), Kanu (10/0), Shōma Kamata (29/2), Kōta Sugiyama (1/0), Mitsunari Musaka (25/0), Tiago Alves (17/4), Chong Te-se (23/10), Ryōhei Shirasaki (24/3), Kazuya Murata (19/0), Yūji Rokutan (34/0), Gakuto Notsuda (11/0), Taisuke Muramatsu (5/0), Yōsuke Kawai (3/0), Yū Hasegawa (16/2), Mitchell Duke (31/1), Ryō Takeuchi (24/0), Takuma Edamura (30/0), Kōya Kitagawa (26/5), Chikashi Masuda (4/1), Kō Matsubara (32/2), Hiroshi Futami (25/1), Takahiro Iida (1/0), Shōta Kaneko (26/4), Freire (11/0), Makoto Kakuda (19/1) |
| Júbilo Iwata               | Naoki Hatta (2/0), Taisuke Nakamura (2/0), Kentarō Ōi (32/5), Nagisa Sakurauchi (31/2), Kōta Ueda (13/1), Musaev (31/4), Yoshiaki Ōta (8/0), Shunsuke Nakamura (30/5), Takuya Matsuura (26/3), Tomohiko Miyazaki (29/0), Masaya Matsumoto (18/0), Adailton (32/8), Kazuki Saitō (7/0), Kōki Ogawa (5/0), Hiroki Yamada (5/1), Kengo Kawamata (34/14), Kaminski (33/0), Daisuke Matsui (7/0), Kōsuke Yamamoto (5/0), Daiki Ogawa (20/0), Daigo Araki (5/0), Rikiya Uehara (6/0), Yoshiaki Fujita (5/0), Shun Morishita (29/1), Hayao Kawabe (32/4), Shōhei Takahashi (28/0) |
| Gamba Osaka                | Masaaki Higashiguchi (33/0), Genta Miura (34/2), Fabio (22/1), Hiroki Fujiharu (33/2), Daiki Niwa (5/0), Kim Jung-ya (15/1), Yasuhito Endō (31/1), Yōsuke Ideguchi (30/4), Ademilson (22/4), Shū Kurata (33/8), Hwang Ui-jo (13/3), Hiroto Goya (9/1), Kōki Yonekura (13/0), Yasuyuki Konno (24/2), Ken Tajiri (1/0), Yōsuke Fujigaya (1/0), Shun Nagasawa (34/10), Oh Jae-suk (29/0), Shōgo Nakahara (3/0), Haruya Ide (2/0), Jungo Fujimoto (14/1), Ryō Hatsuse (19/0), Mizuki Ichimaru (1/0), Akito Takagi (7/0), Ritsu Dōan (10/3), Jin Izumisawa (21/2), Shūhei Akasaki (14/1), Patric (1/0) |
| Cerezo Osaka               | Riku Matsuda (31/2), Teruyuki Moniwa (1/0), Kōta Fujimoto (3/0), Yūsuke Tanaka (18/0), Souza (33/4), Kunimitsu Sekiguchi (18/0), Yōichirō Kakitani (34/6), Ken’yū Sugimoto (34/22), Hotaru Yamaguchi (32/2), Ricardo Santos (9/0), Mitsuru Maruoka (4/0), Yūsuke Maruhashi (33/1), Yasuki Kimoto (23/2), Kōta Mizunuma (24/3), Takaki Fukumitsu (5/0), Shōhei Kiyohara (3/0), Ryūji Sawakami (12/0), Kim Jin-hyeon (31/0), Matej Jonjic (34/6), Tatsuya Yamashita (26/2), Kazuya Yamamura (27/8), Daichi Akiyama (12/0), Kenta Tanno (3/0), Masataka Nishimoto (1/0), Hiroshi Kiyotake (18/6) |
| Vissel Kobe                | Hirofumi Watanabe (33/3), Kunie Kitamoto (6/0), Takuya Iwanami (29/1), Shunki Takahashi (17/0), Nilton (25/2), Wescley (13/0), Mike Havenaar (9/2), Lukas Podolski (15/5), Leandro (1/0), Keijirō Ogawa (25/2), Naoyuki Fujita (21/1), Seigō Kobayashi (13/1), Hideto Takahashi (22/1), Hideo Tanaka (5/1), Kim Seung-gyu (31/0), Kazuma Watanabe (34/8), Jun’ya Tanaka (24/1), Wataru Hashimoto (14/1), Yoshiki Matsushita (25/0), Masatoshi Mihara (20/2), Kōtarō Ōmori (26/4), Kenta Tokushige (3/0), Yūya Nakasaka (14/2), Shūhei Ōtsuki (14/1), Sō Fujitani (16/0), Takuya Yasui (1/0), Masahiko Inoha (15/0)                                                                                                   |
| Sanfrecce Hiroshima        | Takuto Hayashi (19/0), Yūki Nogami (24/0), Sōya Takahashi (21/0), Hiroki Mizumoto (34/3), Kazuhiko Chiba (31/0), Toshihiro Aoyama (31/0), Yūsuke Chajima (12/0), Kazuyuki Morisaki (10/0), Felipe Silva (23/2), Mikic (14/1), Shō Inagaki (14/2), Kōhei Shimizu (12/0), Yoshifumi Kashiwa (29/2), Ryōtarō Hironaga (1/0), Yūsuke Minagawa (18/1), Takuya Marutani (6/0), Tsukasa Morishima (14/0), Kōsei Shibasaki (30/4), Takumi Miyayoshi (8/0), Tsukasa Shiotani (14/0), Hirotsugu Nakabayashi (14/0), Patric (15/4), Daiki Niwa (13/0), Kenta Mukuhara (8/0), Anderson Lopes (32/10), Masato Kudō (18/3) |
| Sagan Tosu                 | Taku Akahoshi (2/0), Hiromu Mitsumaru (6/0), Franco Sbuttoni (3/0), Riki Harakawa (33/7), Kim Min-hyeok (33/3), Akito Fukuta (29/4), Daichi Kamada (16/3), Hiroki Kawano (7/0), Masato Fujita (23/0), Cho Dong-geon (17/5), Yōhei Toyoda (28/5), Yūzō Kobayashi (19/0), Yoshiki Takahashi (34/1), Jung Seung-hyun (16/1), Takamitsu Tomiyama (8/0), Yoshizumi Ogawa (5/0), Kei Ikeda (12/0), Yutaka Yoshida (30/0), An Yong-woo (8/0), Kyōsuke Tagawa (24/4), Hiroto Ishikawa (1/0), Hiroyuki Taniguchi (10/0), Victor Ibarbo (25/5), Shūichi Gonda (33/0), Takeshi Aoki (17/0), Yūji Ono (19/2), Kōki Mizuno (9/1)                                                                                                  |

## Statistiken

### Abschlusstabelle
| Pl. | Verein                         | Sp. | S  | U  | N  | Tore    | Diff. | Punkte |
| --- | ------------------------------ | --- | -- | -- | -- | ------- | ----- | ------ |
| 1.  | Kawasaki Frontale              | 34  | 21 | 9  | 4  | 071:320 | +39   | 72     |
| 2.  | Kashima Antlers (M, P)         | 34  | 23 | 3  | 8  | 053:310 | +22   | 72     |
| 3.  | Cerezo Osaka (N)               | 34  | 19 | 6  | 9  | 065:430 | +22   | 63     |
| 4.  | Kashiwa Reysol                 | 34  | 18 | 8  | 8  | 049:330 | +16   | 62     |
| 5.  | Yokohama F. Marinos            | 34  | 17 | 8  | 9  | 045:360 | +9    | 59     |
| 6.  | Júbilo Iwata                   | 34  | 16 | 10 | 8  | 050:300 | +20   | 58     |
| 7.  | Urawa Red Diamonds             | 34  | 14 | 7  | 13 | 064:540 | +10   | 49     |
| 8.  | Sagan Tosu                     | 34  | 13 | 8  | 13 | 041:440 | −3    | 47     |
| 9.  | Vissel Kōbe                    | 34  | 13 | 5  | 16 | 040:450 | −5    | 44     |
| 10. | Gamba Osaka                    | 34  | 11 | 10 | 13 | 048:410 | +7    | 43     |
| 11. | Hokkaido Consadole Sapporo (N) | 34  | 12 | 7  | 15 | 039:470 | −8    | 43     |
| 12. | Vegalta Sendai                 | 34  | 11 | 8  | 15 | 044:530 | −9    | 41     |
| 13. | FC Tokyo                       | 34  | 10 | 10 | 14 | 037:420 | −5    | 40     |
| 14. | Shimizu S-Pulse (N)            | 34  | 8  | 10 | 16 | 036:540 | −18   | 34     |
| 15. | Sanfrecce Hiroshima            | 34  | 8  | 9  | 17 | 032:490 | −17   | 33     |
| 16. | Ventforet Kofu                 | 34  | 7  | 11 | 16 | 023:390 | −16   | 32     |
| 17. | Albirex Niigata                | 34  | 7  | 7  | 20 | 028:600 | −32   | 28     |
| 18. | Ōmiya Ardija                   | 34  | 5  | 10 | 19 | 028:600 | −32   | 25     |

| Zum Saisonende 2017: |
| Japanischer Meister 2017 und Teilnahme an der Gruppenphase der AFC Champions League 2018: Kawasaki Frontale Teilnahme an der Gruppenphase der AFC Champions League 2018: Kashima Antlers Japanischer Pokalsieger und Teilnahme an der Gruppenphase der AFC Champions League 2018: Cerezo Osaka Teilnahme an der Play-off-Runde zur AFC Champions League 2018: Kashiwa Reysol Abstieg in die J2 League 2018: Ventforet Kofu, Albirex Niigata, Ōmiya Ardija |

| Zum Saisonende 2016: |                                                                                              |
| (M)                  | Japanischer Meister 2016: Kashima Antlers                                                    |
| (P)                  | Kaiserpokal-Sieger 2016: Kashima Antlers                                                     |
| (N)                  | Aufsteiger aus der J2 League 2016: Hokkaido Consadole Sapporo, Shimizu S-Pulse, Cerezo Osaka |

### Kreuztabelle
Die Kreuztabelle stellt die Ergebnisse aller Spiele dar. Die Heimmannschaft ist in der linken Spalte, die Gastmannschaft in der oberen Zeile aufgelistet.
| Saison 2017                | ALB                    | CER | CON  | GAM  | JÚB  | KSM  | KSW  | KWS  | OMY | SAG  | SAN  | SHI  | FCT | URA  | VEG  | VEN  | VIS  | YFM  |
| -------------------------- | ---------------------- | --- | ---- | ---- | ---- | ---- | ---- | ---- | --- | ---- | ---- | ---- | --- | ---- | ---- | ---- | ---- | ---- |
| Albirex Niigata            |                        | 1:0 | 1:0  | 2:3  | 0:2  | 2:4  | 0:1  | 0:2  | 1:2 | 1:0  | 0:0  | 0:2  | 0:3 | 1:6  | 1:2  | 1:0  | 0:2  | 0:2  |
| Cerezo Osaka               | 4:0                    |     | 3:1  | 2:21 | 0:01 | 0:11 | 2:1  | 2:01 | 2:1 | 1:0  | 5:2  | 1:11 | 3:1 | 4:21 | 1:4  | 2:0  | 3:11 | 2:0  |
| Hokkaido Consadole Sapporo | 2:2                    | 1:1 |      | 0:2  | 2:1  | 1:2  | 3:02 | 1:1  | 1:0 | 3:2  | 2:1  | 1:0  | 2:1 | 2:0  | 1:02 | 1:1  | 1:2  | 0:2  |
| Gamba Osaka                | 0:1                    | 3:1 | 0:1  |      | 0:2  | 0:1  | 0:1  | 1:1  | 6:0 | 3:0  | 0:1  | 1:1  | 3:0 | 1:1  | 1:1  | 1:1  | 1:2  | 1:2  |
| Júbilo Iwata               | 2:2                    | 1:1 | 2:2  | 3:0  |      | 0:0  | 0:2  | 0:2  | 2:1 | 2:1  | 2:3  | 3:13 | 2:0 | 1:13 | 0:1  | 1:0  | 2:1  | 2:13 |
| Kashima Antlers            | 2:0                    | 0:1 | 3:0  | 2:1  | 0:3  |      | 0:0  | 0:3  | 1:0 | 2:1  | 2:0  | 2:0  | 0:1 | 1:0  | 2:0  | 3:0  | 1:2  | 1:0  |
| Kashiwa Reysol             | 1:1                    | 1:0 | 2:1  | 1:3  | 1:0  | 2:3  |      | 2:2  | 4:2 | 0:0  | 1:0  | 0:2  | 4:1 | 1:0  | 0:1  | 0:1  | 3:1  | 2:0  |
| Kawasaki Frontale          | 3:0                    | 5:1 | 2:1  | 1:0  | 2:5  | 3:1  | 2:1  |      | 5:0 | 1:1  | 1:0  | 2:2  | 1:1 | 4:1  | 3:2  | 1:1  | 5:0  | 3:0  |
| Ōmiya Ardija               | 1:0                    | 0:3 | 2:2  | 2:24 | 1:2  | 0:1  | 1:1  | 0:2  |     | 1:1  | 1:1  | 0:0  | 1:2 | 1:0  | 2:1  | 0:0  | 0:2  | 1:2  |
| Sagan Tosu                 | 3:0                    | 1:2 | 1:0  | 1:3  | 0:2  | 1:0  | 1:3  | 2:3  | 3:0 |      | 1:0  | 2:1  | 2:1 | 2:1  | 1:1  | 2:1  | 1:0  | 1:0  |
| Sanfrecce Hiroshima        | 1:1                    | 1:0 | 1:1  | 2:2  | 0:0  | 1:3  | 0:2  | 0:3  | 0:3 | 0:1  |      | 0:1  | 2:1 | 0:1  | 3:3  | 1:0  | 1:1  | 0:1  |
| Shimizu S-Pulse            | 2:3                    | 3:2 | 0:2  | 2:0  | 0:3  | 2:3  | 1:4  | 0:3  | 1:1 | 1:1  | 1:3  |      | 0:2 | 1:23 | 0:3  | 1:0  | 0:1  | 1:3  |
| FC Tokyo                   | 1:1                    | 1:4 | 1:2  | 0:0  | 0:0  | 2:2  | 1:2  | 3:0  | 2:0 | 3:3  | 1:0  | 0:0  |     | 0:1  | 1:0  | 1:1  | 1:0  | 0:1  |
| Urawa Red Diamonds         | 2:1                    | 3:1 | 3:2  | 3:3  | 2:4  | 0:1  | 1:2  | 0:1  | 2:2 | 2:2  | 4:3  | 3:3  | 2:1 |      | 7:0  | 4:1  | 1:1  | 0:1  |
| Vegalta Sendai             | 2:1                    | 2:4 | 1:0  | 2:3  | 0:0  | 1:4  | 1:1  | 0:2  | 3:0 | 4:1  | 1:0  | 0:0  | 0:2 | 2:3  |      | 3:0  | 0:2  | 2:2  |
| Ventforet Kofu             | 0:2                    | 1:1 | 2:0  | 1:0  | 0:0  | 0:1  | 0:0  | 2:2  | 1:0 | 0:0  | 1:2  | 0:1  | 1:1 | 0:1  | 1:0  |      | 2:3  | 3:2  |
| Vissel Kōbe                | 2:1                    | 1:2 | 2:05 | 0:1  | 1:0  | 1:2  | 1:2  | 0:0  | 3:1 | 1:2  | 1:25 | 1:35 | 1:1 | 1:3  | 3:0  | 0:1  |      | 0:0  |
| Yokohama F. Marinos        | 1:1                    | 1:4 | 3:06 | 0:1  | 2:1  | 3:2  | 1:1  | 2:0  | 1:1 | 1:06 | 1:1  | 2:2  | 1:0 | 3:2  | 1:1  | 1:06 | 2:0  |      |
|                            | Stand: Ende der Saison |     |      |      |      |      |      |      |     |      |      |      |     |      |      |      |      |      |

Bemerkungen
1. Das Spiel wurde im Yanmar Stadium Nagai ausgetragen.[4]
2. Das Spiel wurde im Sapporo Atsubetsu Stadium in Sapporo ausgetragen.[7]
3. Das Spiel wurde im Shizuoka Ecopa Stadium in Fukuroi, Shizuoka ausgetragen.[8][9]
4. Das Spiel wurde im Kumagaya Athletic Stadium in Kumagaya, Saitama ausgetragen.[10]
5. Das Spiel wurde im Kobe Universiade Memorial Stadium in Kobe ausgetragen.[11]
6. Das Spiel wurde im NHK Spring Mitsuzawa Football Stadium in Yokohama ausgetragen.[12]

### Zuschauertabelle
| Platz                  | Mannschaft                 | Heimspiele | Zuschauer | pro Spiel |
| ---------------------- | -------------------------- | ---------- | --------- | --------- |
| 01.                    | Urawa Red Diamonds         | 17         | 570.215   | 33.542    |
| 02.                    | FC Tokyo                   | 17         | 450.340   | 26.491    |
| 03.                    | Yokohama F. Marinos        | 17         | 421.028   | 24.766    |
| 04.                    | Gamba Osaka                | 17         | 412.710   | 24.277    |
| 05.                    | Kawasaki Frontale          | 17         | 375.910   | 22.112    |
| 06.                    | Albirex Niigata            | 17         | 374.585   | 22.034    |
| 07.                    | Cerezo Osaka               | 17         | 356.491   | 20.970    |
| 08.                    | Kashima Antlers            | 17         | 340.704   | 20.041    |
| 09.                    | Hokkaido Consadole Sapporo | 17         | 319.100   | 18.771    |
| 10.                    | Vissel Kōbe                | 17         | 310.625   | 18.272    |
| 11.                    | Júbilo Iwata               | 17         | 277.450   | 16.321    |
| 12.                    | Shimizu S-Pulse            | 17         | 256.965   | 15.116    |
| 13.                    | Vegalta Sendai             | 17         | 250.677   | 14.746    |
| 14.                    | Sagan Tosu                 | 17         | 241.295   | 14.194    |
| 15.                    | Sanfrecce Hiroshima        | 17         | 238.720   | 14.042    |
| 16.                    | Kashiwa Reysol             | 17         | 200.936   | 11.820    |
| 17.                    | Ōmiya Ardija               | 17         | 194.887   | 11.464    |
| 18.                    | Ventforet Kofu             | 17         | 184.087   | 10.829    |
| Gesamt                 | Gesamt                     | 306        | 5.778.178 | 18.883    |
| Stand: Ende der Saison |                            |            |           |           |